# Hôtel de préfecture de la Dordogne
L'hôtel de préfecture de la Dordogne est un bâtiment situé à Périgueux, en France. Il sert de préfecture au département de la Dordogne.

## Localisation

Plan des allées de Tourny.

L'hôtel de préfecture est situé dans le département français de la Dordogne, sur la commune de Périgueux, rue Paul-Louis-Courier. Sa façade principale donne sur les allées de Tourny.

## Historique

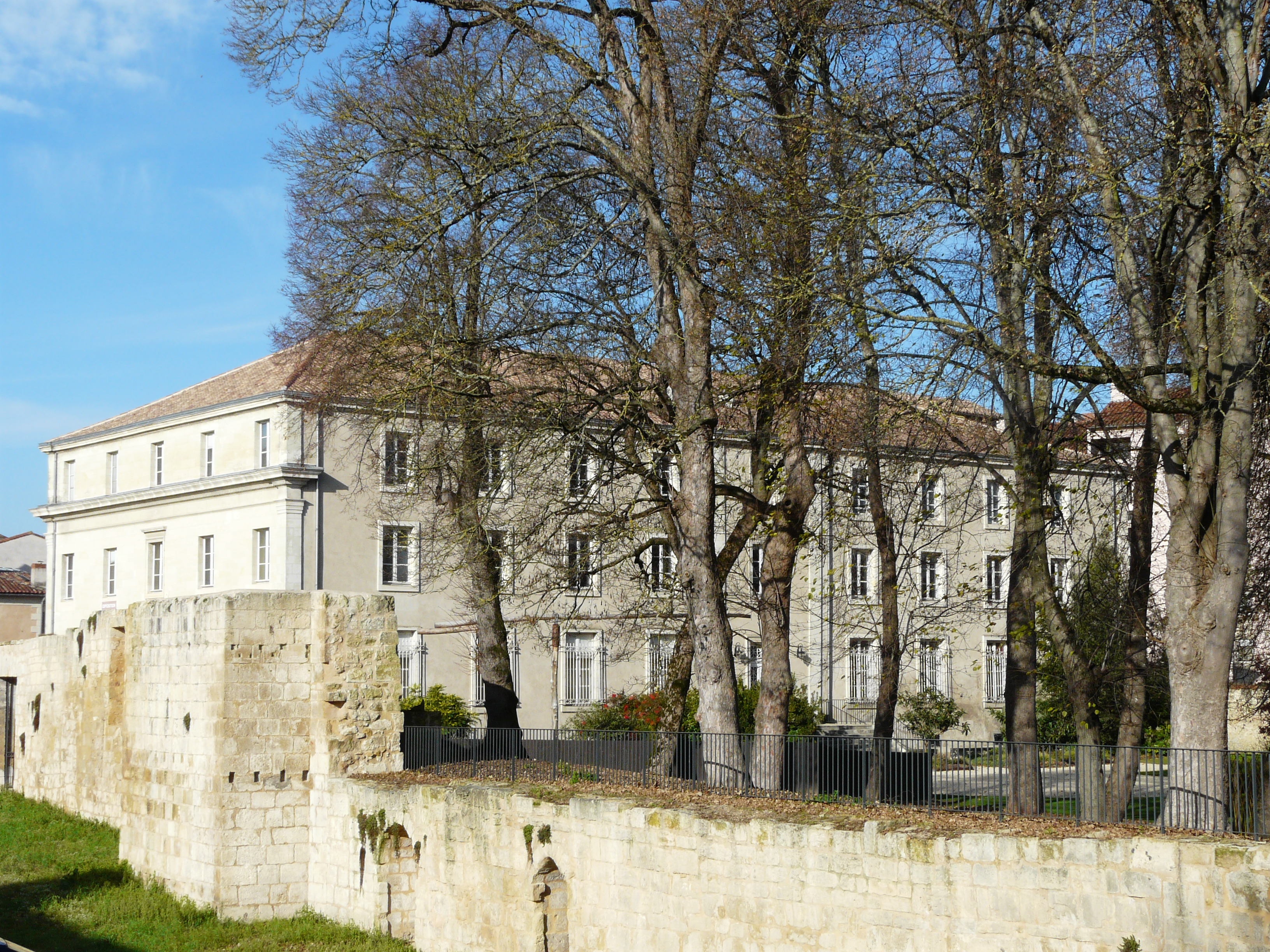
Bâtiments de l'ancienne préfecture jusqu'en 1864.

En 1800, la préfecture a d'abord occupé l'ancien palais épiscopal (en bordure du cloître de la cathédrale Saint-Front), le préfet s'installant dans l'hôtel du marquis de La Douze. 
Le collège des Jésuites est d'abord affecté à l'école Centrale de 1797 à 1804. Les bâtiments de l'école sont ensuite affectés à la préfecture et la ville la vend au département de la Dordogne pour 40 000 francs. Les travaux sont entrepris en 1807 sous la direction de l'architecte du département Louis Combes et terminés en 1809 pour la somme de 135 000 francs. L'église du collège des Jésuites est démolie et le maître autel est transporté dans la cathédrale. Les locaux de l'école centrale, ancien collège des Jésuites, deviennent l'hôtel de préfecture de la Dordogne à la fin du Premier Empire, en 1809, et le restent jusqu'en 1864, (devenu en 1996 le Centre culturel François Mitterrand).
Trop à l'étroit, on décida de construire un nouveau bâtiment. C'est l'architecte départemental Auguste Louis Édouard Bouillon (1805-1864) qui a fait les plans et entrepris la construction de la nouvelle préfecture entre 1859 et 1864. Après son éviction en 1863, il a été remplacé par l'architecte Auguste Dubet (1829-1907). La préfecture a dû subir trois incendies entre 1875 et 1882, heureusement sans trop de gravité pour permettre sa réparation.
La préfecture est partiellement inscrite au titre des monuments historiques le 29 octobre 1975.